# Хархота В'ячеслав Віталійович
В'ячеслав Віталійович Хархота (рос. Вячеслав Витальевич Хархота; нар. 13 серпня 1974, Ташкент, СРСР) — російський актор театру та кіно.

## Життєпис
В'ячеслав Хархота народився 13 серпня 1974 році у Ташкенті.
Закінчив у 1995 році Єкатеринбурзький державний театральний інститут (майстерня Мильченко Наталії).
У Свердловському академічному театрі драми працює з 1995 року.

## Театральні роботи
- «Замок Броуді» Арчибальд Кронін (Мет);
- «Багато галасу даремно» Вільям Шекспір (Чіккі);
- «Таланти і шанувальники» Олександр Островський (Мелузов);
- «Привиди» Генрік Ібсен (Освальд Алвінґ);
- «Торжество любові» П'єр Карле де Шамблен Мариво (Арлекін);
- «Ромео і Джульєтта» Вільям Шекспір (Тібальт);
- «Афера» («Смерть Тарєлкіна») А.Сухово-Кобиліна (Тарелкін);
- «Бал злодіїв» Жан Ануй (Гектор);
- «Король вмирає» Ежен Йонеско (Доктор);
- «Вечір блазнів» Інгмар Бергман (Блум, помічник директора / Полковник);
- «Коли кінь непритомніє» Франсуаза Саган (Бертран);
- «Зойчина квартира» Булгаков Михайло (Олександр Тарасович Аметистов)
- «Поминальна молитва» Григорій Горін (Перчик).

Співпрацює з Камерним театром Музею письменників Уралу. Основні роботи: 
- «Червоні вітрила» Олександр Грін (Летика),
- «Тургенєв і Поліна Віардо» В.Боровицька (Дювернуа).

## Фільмографія
- 2015 — «Кохання в розшуку» / Шишканов (Шишка), рецидивіст
- 2013 — «Таємниця гори мерців» / Лев Микитич Іванов, слідчий (документальний)
- 2012 — «Реальні пацани» / таксист
- 2012 — «Камінь» / майор
- 2011 — «Важняк» / Кирюхін
- 2010 — «Легенда острова Двід» / слідчий
- 2010 — «Закоханий і беззбройний» / майор на нараді
- 2008 — «Дозвольте тебе поцілувати» / Віктор Кіслухін, майор
- 2008 — «Срібло» / Петруха
- 2008 — «Історія кохання, або Новорічний розіграш» / грабіжник
- 2007 — «Це було в Гаврилівці» / м'ясник на ринку
- 2004 — «До вас прийшов ангел...» / епізод
- 2004 — «Єгер» / епізод

## Озвучування
- 2013 «Дівчинка і кібунґо» (анімаційний)

## Премії та нагороди
Лауреат стипендії ім. В.М.Шатровой у номінації «Майстри» (2011, 2013). 